# Maurizio Stecca
Maurizio Stecca (né le 9 mars 1963 à Santarcangelo di Romagna, en Émilie-Romagne) est un boxeur italien.

## Carrière
Champion d'Italie amateur des poids coqs en 1979, 1980 et 1981, il devient champion olympique de la catégorie aux Jeux de Los Angeles en 1984 après sa victoire en finale contre le Mexicain Hector López. Stecca passe professionnel la même année et remporte le 1er titre de champion du monde poids plumes décerné par la WBO aux dépens de Pedro Nolasco le 28 janvier 1989.
Battu quelques mois plus tard par Louie Espinoza, il redevient champion WBO en dominant aux points Armando Juan Reyes le 26 janvier 1991, titre qu'il cède finalement à Colin McMillan le 16 mai 1992. Maurizio Stecca remporte également la ceinture européenne EBU en 1992 et 1993 et le championnat d'Italie des super plumes pour son dernier combat le 22 mars 1995.

## Parcours auxJeux olympiques
Jeux olympiques d'été de 1984 à Los Angeles (poids coqs) :
- Bat Philip Sutcliffe (Irlande) 5-0
- Bat Star Zulu (Zambie) 5-0
- Bat Robinson Pitalua (Colombie) 5-0
- Bat Pedro Nolasco (République Dominicaine) 5-0
- Bat Hector López (Mexique) 4-1